# Ann Brien
Ann Brien es una deportista británica que compitió en tiro con arco, en la modalidad de arco recurvo. Ganó una medalla de bronce en el Campeonato Mundial de Tiro con Arco al Aire Libre de 1963, en la prueba por equipo.

## Palmarés internacional
| Campeonato Mundial al Aire Libre | Campeonato Mundial al Aire Libre | Campeonato Mundial al Aire Libre | Campeonato Mundial al Aire Libre |
| Año                              | Lugar                            | Medalla                          | Prueba                           |
| -------------------------------- | -------------------------------- | -------------------------------- | -------------------------------- |
| 1963                             | Helsinki (Finlandia)             | Medalla de bronce                | Equipo                           |